# 素直な気持
『素直な気持』（すなおなきもち）は、大貫妙子のベスト・ミニアルバム。1993年4月14日にEASTWORLD / 東芝EMIから発売された。

## 概要
1991年に発売された17枚目のシングル「dreamland」をはじめ、小林武史がプロデュースに携わった楽曲をシングル・ヴァージョンで収録したミニ・ベスト。18枚目のシングル「静かな約束」のカップリング曲「哀しみの足音」は、編曲等に小林が関わっていないため収録されていない。例外として1982年9月に発売されたシングル「ピーターラビットとわたし」が最後に収められているが別アレンジであり、CDブック『ピーターラビットとなかまたち 第1集』に収録されたショート・ヴァージョンとなっている。

## 収録曲

### CD
| 全作詞・作曲: 大貫妙子、全編曲: 小林武史（M-7を除く）、M-7：清水信之。 |                              |          |            |      |
| #                                                                      | タイトル                     | 作詞     | 作曲・編曲 | 時間 |
| 1.                                                                     | 「dreamland」                | 大貫妙子 | 大貫妙子   | 4:45 |
| 2.                                                                     | 「春の手紙」                 | 大貫妙子 | 大貫妙子   | 4:06 |
| 3.                                                                     | 「素直になりたい」           | 大貫妙子 | 大貫妙子   | 4:38 |
| 4.                                                                     | 「静かな約束」               | 大貫妙子 | 大貫妙子   | 4:35 |
| 5.                                                                     | 「会いたい気持」             | 大貫妙子 | 大貫妙子   | 4:43 |
| 6.                                                                     | 「恋におちて」               | 大貫妙子 | 大貫妙子   | 4:22 |
| 7.                                                                     | 「ピーターラビットとわたし」 | 大貫妙子 | 大貫妙子   | 1:43 |
| 合計時間:                                                              | 合計時間:                    | 29:07    |            |      |

## 参加ミュージシャン
| dreamland - DRUMS: JERRY MAROTTA - BASS: TONY LEVIN - 12-STRING ACOUSTIC GUITAR: 小倉博和 - KEYBOARDS: 小林武史 - COMPUTER PROGRAMMING: 角谷仁宣 - CHORUS ARRANGED: 大貫妙子 春の手紙 - DRUMS: 小田原豊 - BASS: 岡沢章 - PERCUSSION: 浜口茂外也 - KEYBOARDS, PIANO: 小林武史 - ELECTRIC GUITAR: 徳武弘文 - ACOUSTIC GUITAR: 吉川忠英 - COMPUTER PROGRAMMING: 松本賢 - CHORUS ARRANGED: 大貫妙子 素直になりたい - DRUMS: JERRY MAROTTA - BASS: TONY LEVIN - PERCUSSION: STEVE THORNTON - ELECTRIC GUITAR: 小倉博和、IRA SIEGEL - KEYBOARDS: 小林武史 - COMPUTER PROGRAMMING: 角谷仁宣 | 静かな約束 - DRUMS: 小田原豊 - BASS: 岡沢章 - 12-STRING ACOUSTIC GUITAR: 小倉博和 - KEYBOARDS: 小林武史 - COMPUTER PROGRAMMING: 角谷仁宣 会いたい気持 - DRUMS: 小田原豊 - BASS: 岡沢章 - KEYBOARDS: 小林武史 - ELECTRIC GUITAR: 小倉博和 - Computer Programming: 角谷仁宣、松本賢 恋におちて - DRUMS: 小田原豊 - BASS: 岡沢章 - 12-STRING ACOUSTIC GUITAR: 小倉博和 - KEYBOARDS: 小林武史 - Computer Programming: 角谷仁宣 ピーターラビットとわたし - SYNTHESIZER: 清水信之 - PROGRAMMING: 田端元 |

## タイアップ
| タイトル     | 番組名・CM                                  |
| ------------ | ------------------------------------------- |
| dreamland    | 全日空 ANA'S EUROPE "飛遊人" イメージソング |
| 春の手紙     | TBS系ドラマ『家栽の人』主題歌               |
| 静かな約束   | 日本火災海上保険100周年・CFイメージソング   |
| 会いたい気持 | カルビーポテトチップス TV-CFソング          |
| 恋におちて   | TBS系『風に吹かれて』エンディング・テーマ   |